# Рупа (будизам)
Рупа (रूप [rūpa]) је пали и санскритски израз који значи тело, лик, облик, физичку појаву, оно што опажамо чулима. 
Основно значење ове речи јесте „појава” или „форма”. Користи се, међутим, у великом броју различитих контекста, преузимајући на тај начин многе нијансе значења у сваком од њих. У списку објеката чула помиње се као објекат чула вида. Као једна од кхандха, односи се на физичке феномене или осећаје (видљивост или облик једна је од карактеристика онога што је материјално). Ово значење има и када се ставља насупрот нама или менталном феномену.
Сидарта Гаутама је везивање за свој телесни облик сматрао једним од извора узнемирености:
Неупућен, обичан човек, облик сматра сопством. И онда се тај његов облик мења, постаје другачији. Како се облик мења, тако и његова свест постаје заокупљена променом облика. Узнемиреност и душевна стања рођена из заокупљености променом облика настављају да опседају његов ум. Пошто му је ум опседнут, и он је уплашен, несрећан и испуњен немиром; захваљујући везивању постаје узнемирен. На тај начин настаје узнемиреност услед везивања.— Сидарта Гаутама
Такође, он је тврдио да су у „овом телу” садржани свет, појава света, окончање света и пут који води окончању света:
Ја кажем, пријатељу, да путујући није могуће достићи крај света, где нема рађања, старости, смрти, нестајања и препорађања. Али у исто време, не тврдим да је могуће окончати патњу а да се не досегне крај света, већ указујем да су управо у овом телу, чији је раст ограничен, а спознаја оскудна, садржани свет, појава света, окончање света и пут који води окончању света. Зато мудрац оскудношћу живота окончава свет. Мирујући спознаје крај света и смирује жељу и за овим и за оним светом.